# Saint-May
 Saint-May  es una población y comuna francesa, en la región de Ródano-Alpes, departamento de Drôme, en el distrito de Nyons y cantón de Rémuzat.

## Demografía
| 62 | 49 | 42 | 49 | 44 | 40 |
| Para los censos de 1962 a 1999 la población legal corresponde a la población sin duplicidades (Fuente: INSEE [Consultar]) |    |    |    |    |    |